# Totempaal (Rietbroek)
Totempaal is een kunstwerk in Amsterdam Nieuw-West.
Het is een plastiek van Aart Rietbroek. Het bronzen beeld werd geplaatst als gevolg van de 1%-regeling; van het bouwbudget van openbare gebouwen moest 1 procent besteed worden aan kunst. Middels die regeling kwam deze totempaal in 1966 te staan in de Vrankendijkestraat bij de Professor Johanna Westerdijkschool. Begin 21e eeuw ging de gehele buurt op de schop: de school uit 1964, vernoemd naar Johanna Westerdijk, en de straat uit 1961, vernoemd naar Vrankendijk nabij Hulst, verdwenen  na koud veertig jaar. Het beeld, dat door de school als beeldmerk op berichten aan ouders werd gebruikt, werd opgeslagen in een depot.
Een medewerker trof jaren later het beeld aan, zonder dat bekend was wat het voorstelde en wie het gemaakt had. Een oproep in de NRC in 2007 bracht uitkomst: een docent van de voormalige school wist zich het beeld en de geschiedenis te herinneren. De NRC kwam uit bij de weduwe van de kunstenaar en hun dochter, die zich het beeld niet konden herinneren, maar de verslaggever wel een houten exemplaar van een totempaal konden laten zien. Het beeld werd na restauratie geplaatst tussen de Osdorper Ban en de zuidelijke ventweg daarvan.